# 雪铁龙富康
雪鐵龍富康（Citroën Fukang）是中法合資汽車製造商神龍汽車於1994年起生產的首款緊湊型轎車，以雪鐵龍ZX的基礎上研發，是神龍汽車銷量最高的車款，也一度是中国部分城市的出租車主力车款。

## 概況

### 歷史
雪鐵龍富康首次在1992年亮相，以雪鐵龍ZX作為原型車，最初以半散裝料形式在湖北襄樊東風汽車廠製造名為「富康DC7140」，後來於1992年才以「富康」一名命名，意為「富裕」和「小康」。並配備了1587cc的电喷发动机。直至1996年下旬為止，一共有一萬七千輛散裝料富康生產。

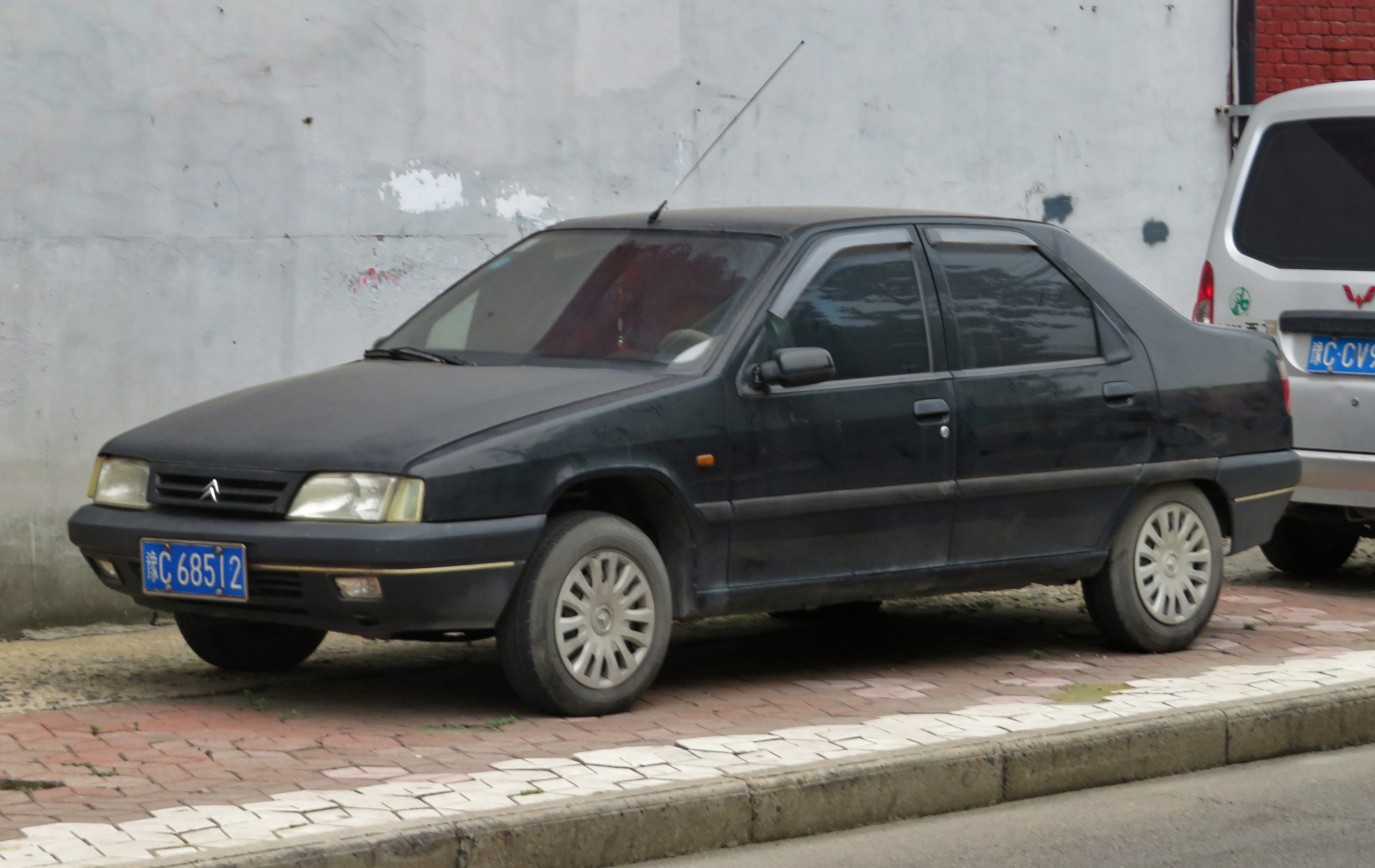
富康988轎車

兩年後，雪鐵龍首款為中國市場特供的車款「富康988」轎車於1998年9月亮相，為「富康DC7160」的三廂版本，同樣配備了1587cc的电喷发动机，富康三廂由法國車體設計公司Heuliez開發，該公司同樣開發了富康長軸版「富康988 VIP」，比標準版增加了160毫米，是富康系列中配置最高的車型。
富康三廂版於2003年停產，被雪鐵龍愛麗舍取代，但兩廂版則持續生產至2009年。

## 來源
1. ↑  . 專汽之都.   [2022-09-29]. （原始内容存档于2022-10-02）.
2. ↑  . 北京晚报. 1999-09-14  [2019-12-10]. （原始内容存档于2021-02-13）.
3. ↑  . 北京晨报. 2000-08-11  [2019-12-10]. （原始内容存档于2021-02-13）.
4. 1 2   (PDF), PSA Peugeot Citroën: 3, April 2010, （原始内容 (PDF)存档于2010-12-07）
5. ↑  Åhman, Michael (编). . Solna, Sweden: Auto Motor & Sport Sverige AB. 1999: 149 （Swedish）.
6. ↑  李昊鹏. . 汽車之家. 2018-08-29  [2022-09-29]. （原始内容存档于2022-10-05）.